# Montserrat (departamento)
Montserrat fue un antiguo departamento francés denominado oficialmente según la administración francesa como "departamento de Montserrat", département de Montserrat (en francés).
El departamento fue creado el 26 de enero de 1812, al ser Cataluña anexionada al Primer Imperio francés.
Comprendía todas las tierras atravesadas por el curso bajo del río Llobregat, el Panadés, el Vallés y el Maresme.
La prefectura era Barcelona y las subprefecturas eran Manresa y Villafranca del Panadés.
Estuvo regido por el prefecto Achille Libéral Treilhard (2 de febrero de 1812-7 de marzo de 1813). 
El departamento desapareció en 1814, cuando Francia evacuó la península ibérica que había estado ocupando desde 1807.